# Olof Georg Mogren
Olof Georg Mogren, född 17 maj 1904 i Ledsjö församling, Skaraborgs län, död 5 oktober 1994 i Karlskoga församling, Örebro län, var en svensk stadsombudsman.
Mogren var son till Tage Olof Mogren och Hulda Maria Eurenius. Mogren var tillförordnad som kommunalborgmästare i Karlskoga stad.
Mogren gifte sig år 1938 med Astrid Gunhild Margareta Melin (1907–2001). Han är gravsatt jämte sin maka på Gamla kyrkogården i Karlskoga.